# Canéjan

Canéjan este o comună în departamentul Gironde din sud-vestul Franței. În 2009 avea o populație de 5.061 de locuitori.

## Evoluția populației
| An        | 1975  | 1982  | 1990  | 1999  | 2006  | 2009  |
| --------- | ----- | ----- | ----- | ----- | ----- | ----- |
| Populație | 3.257 | 3.380 | 4.976 | 5.114 | 5.115 | 5.061 |